# 周文瑞
周文瑞（?—?），山西長治縣人，清朝政治人物，同進士出身。
乾隆三十一年（1766年）丙戌科進士，官平鄉縣知县。